# 16th/5th The Queen’s Royal Lancers
Die 16th/5th The Queen’s Royal Lancers waren ein Kavallerieregiment der britischen Armee, das von 1922 bis 1993 bestand.

## Geschichte

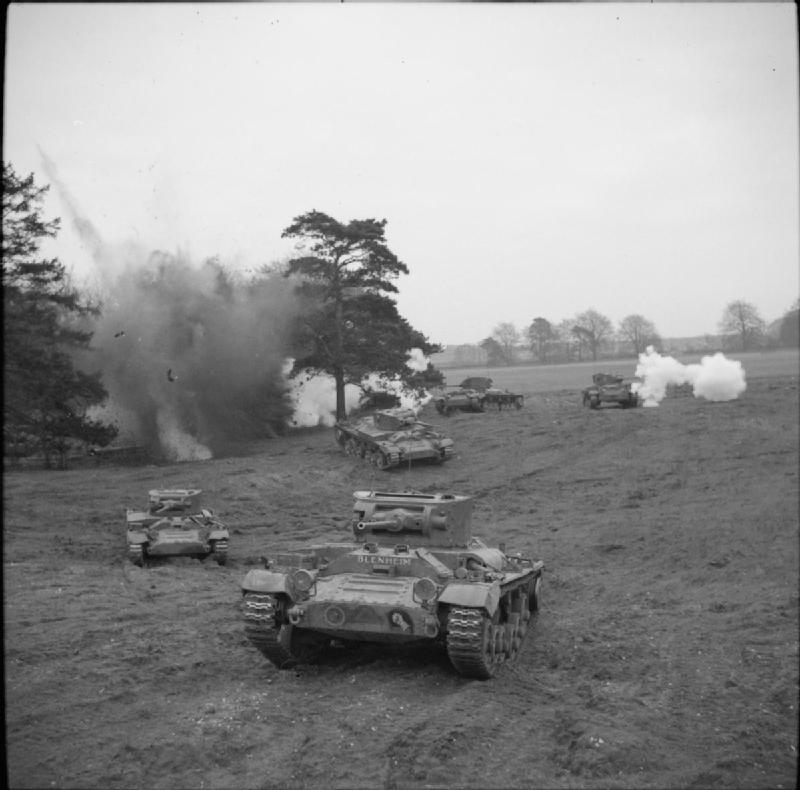
Valentine-Panzer der 16th/5th Lancers in England, 1941

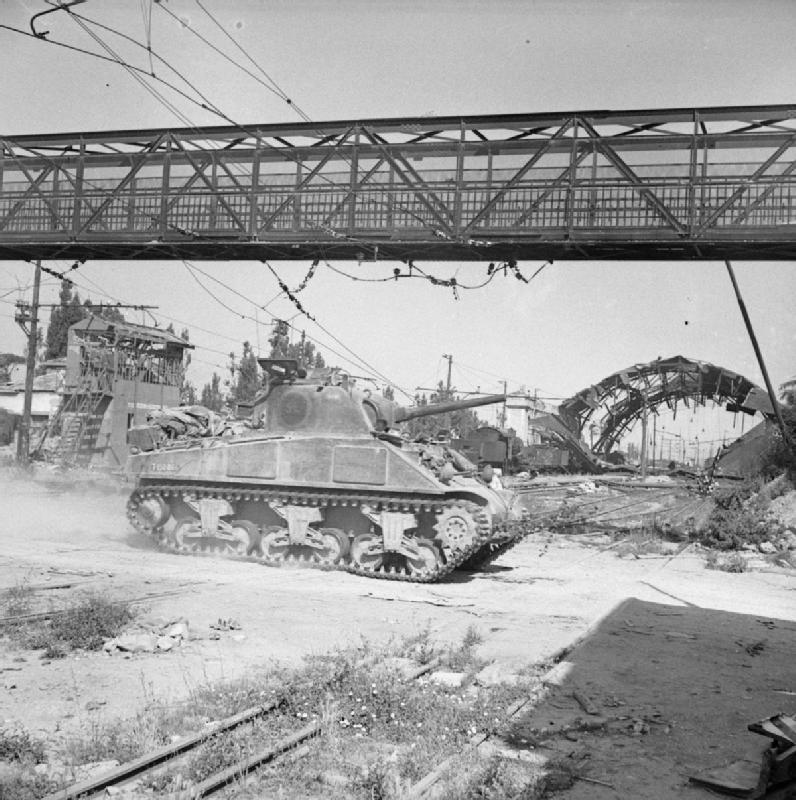
Sherman-Panzer der 16th/5th Lancers in Italien, 1944

Das Regiment wurde am 11. April 1922 gegründet, durch Verschmelzung der 16th The Queen’s Lancers mit den 5th Royal Irish Lancers, die zu diesem Zeitpunkt beide in Britisch-Indien stationiert waren, und hieß zunächst 16th/5th Lancers.
Das Regiment kehrte 1926 nach Großbritannien zurück, bevor es 1937 erneut in Indien stationiert wurde. Dort befand sie sich noch bei Ausbruch des Zweiten Weltkriegs (1939–1945). Damals noch ein berittenes Regiment, wurde es im Januar 1940 zur Mechanisierung nach England verschifft. Das Regiment stellte zunächst motorisierte Maschinengewehrtruppen zur Verteidigung Großbritanniens gegen eine befürchtete deutsche Invasion im Herbst 1940. Nachdem diese Bedrohung gebannt war, stellte es im November 1940 auf die Ausbildung an den Infanterieunterstützungspanzern Valentine- und Matilda um und wurde später Teil des Royal Armoured Corps. Im November 1942 wurde es nach Tunesien verlegt, wo es im folgenden Jahr mit Sherman-Panzern neu ausgerüstet wurde. Anschließend kämpfte es 1943 am Kasserinepass und bei der endgültigen Einnahme von Tunis. Im Januar 1944 landete das Regiment in Neapel, Italien. Das bergige italienische Gelände war für Panzerkämpfe ungeeignet, sodass seine Soldaten oft als Infanterie eingesetzt wurden. Als im Mai 1945 die Deutschen in Italien kapitulierten, waren die 16th/5th Lancers von allen Einheiten der 8. Armee in Norditalien am weitesten nach Westen vorgedrungen und hatten sich dort mit den Amerikanern vereinigt.
Die ersten Nachkriegsmonate verbrachte das Regiment als Besatzungstruppe in Österreich, wo es sich um Flüchtlinge und den Wiederaufbau kümmerte. 1948 wurde es für fünf Jahre nach Ägypten versetzt. Zwischen 1945 und 1993 war das Regiment siebenmal in Westdeutschland stationiert. 1954 wurde der Regimentsname zu 16th/5th The Queen’s Royal Lancers erweitert, wobei „The Queen’s“ von den 16th Lancers und „Royal“ von den 5th Lancers übernommen wurden. Einzelne Schwadronen des Regiments wurden in den 1960er Jahren nach Hongkong und Aden verlegt, während das gesamte Regiment ab 1971 zwei Jahre in Nordirland verbrachte. Schwadronen des Regiments dienten auch bei den Friedensmissionen der Vereinten Nationen in Zypern (1973) und Beirut (1984).
Der letzte größere Einsatz des Regiments als unabhängige Einheit fand im Golfkrieg (1990–1991) statt, wo es als Aufklärungseinheit in der 4th Armoured Division diente.
Am 25. Juni 1993 wurde das Regiment mit den 17th/21st Lancers zu den Queen’s Royal Lancers verschmolzen. Diese wurden 2015 mit den 9th/12th Royal Lancers (Prince of Wales’s) zu den Royal Lancers verschmolzen. Die Royal Lancers führen die Traditionen der 16th/5th Lancers bis heute weiter.

## Colonels
Colonel-in-Chief des Regiments waren:
- 1922–1941: König Alfons XIII. von Spanien
- 1947–1993: Königin Elisabeth II.

Colonel of the Regiment waren:
- 1922–1936 (16th Lancers): Lieutenant-General Sir James Melville Babington
- 1922–1936 (5th Lancers): Field Marshal Sir Edmund Allenby, 1. Viscount Allenby
- 1936–1943: General Sir Hubert de la Poer Gough
- 1943–1950: Colonel Henry Cecil Lloyd Howard
- 1950–1959: Brigadier Philip Ernest Bowden-Smith
- 1959–1969: Colonel Dennis Douglas Pilkington Smyly
- 1969–1975: Lieutenant-Colonel Anthony Stanley Bullivant
- 1975–1980: Major-General James Dorian Lunt
- 1980–1985: Colonel Henry Arthur Gunning Brooke
- 1985–1990: Brigadier John Lionel Pownall
- 1990–1993: Major-General Alastair Wesley Dennis

## Battle Honours
Zusätzlich zu den Battle Honours, die das Regiment von seinen beiden Vorgängerregimentern weiterführte, wurden dem Regiment folgende Battle Honours verliehen (englische Originalbezeichnungen):
- Kasserine
- Fondouk
- Kairouan
- Bordj
- Djebel Kournine
- Tunis
- Gromballa
- Bou Ficha
- North Africa 1942–43
- Cassino II
- Liri Valley
- Monte Piccolo
- Capture of Perugia
- Arezzo
- Advance to Florence
- Argenta Gap
- Traghetto
- Italy 1944–45
- Wadi al Batin
- Gulf 1991